# 宮澤むじか
宮澤むじか（みやざわ むじか、Musica Miyazawa、1月27日生まれ）は日本の札幌市出身のピアニスト。
父は札幌コンセルヴァトワール院長の宮澤功行、弟はヤフー取締役専務執行役員の宮澤弦、従姉妹は漫画家の河原和音。

## 経歴
3歳より札幌コンセルヴァトワールにてピアノを始める。藤女子中学校・高等学校卒業後、渡仏しエコールノルマル音楽院に入学。ピアノ科、室内楽科、ピアノ科の演奏家ディプロマを全て審査員満場一致で取得し卒業。
これまでにピアノを上杉順子、宮澤功行、マリアン・リビツキー、ジャン・ファシナに、室内楽をセルジュ・ブラン、ニーナ・パターチェックに学ぶ。1993年、ザグレブ国際ピアノコンクール優勝、及びクロアチア人作品最優秀演奏者賞を受賞する他、第15回ポルトー国際コンクール入賞、及び最年少ファイナリスト賞受賞。
帰国後はハーモニーレーベルより2枚のCDをリリースし、CD発売記念として東京サントリー小ホール、東京カザルスホール、札幌キタラ大ホール等でリサイタルを開催。2枚のCDはいずれもレコード芸術誌において準特選盤に選出された他、各音楽誌でも高い評価を得ている。
DVD「MUSICA　Anniversary」も好評発売中。近年は札幌を拠点に日本各地、フランス、ベトナム、ロシア等、海外でも演奏活動を行う他、日本舞踊家の藤間蘭翔や華道家の假屋崎省吾とのコラボレーションステージなども展開している。
2010年11月には在日ベルギー大使館にて皇后臨席の下、演奏を行う。
尚、これまでにブリュッセル弦楽四重奏団、ヴィルタスクワルテット、ザグレブ国立放送交響楽団、ポルトー国立オーケストラ、キエフ交響楽団、ワルシャワフィルハーモニー管弦楽団等と共演。
現在、札幌コンセルヴァトワール専任講師。